# Kautzen
Kautzen – gmina targowa w Austrii, w kraju związkowym Dolna Austria, w powiecie Waidhofen an der Thaya. Według Austriackiego Urzędu Statystycznego liczyła 1 180 mieszkańców (1 stycznia 2014).